# Billet de 1 000 francs Déméter
Pour les articles homonymes, voir 1 000 francs.
Recto
Verso
Chronologie
1 000 francs Commerce et Industrie 1 000 francs Minerve et Hercule
Le 1 000 francs Déméter est un billet de banque en francs français créé par la Banque de France le 28 mai 1942 et émis le 21 octobre 1942 pour remplacer le 1 000 francs Cérès et Mercure. Il sera suivi par le 1 000 francs Commerce et Industrie.

## Historique
Ce billet polychrome imprimé en taille douce se raccroche au courant allégorique et mythologique d'inspiration nationaliste avec un hommage à l'héritage gréco-romain.
Il fut imprimé de mai 1942 à janvier 1944 puis retiré de la circulation et privé de son cours légal le 4 juin 1945. Tirage total : 262 800 000 exemplaires.

## Description
Ce billet est l’œuvre du peintre Lucien Jonas et fut gravé par Georges Hourriez et Rita Dreyfus-Bouchet.
Les tons dominants sont le bistre-bronze, inspirés des couleurs composites employées par les Allemands dans les Marks d'occupation et permettent d'éviter l'usage de couleurs vives difficiles à se procurer en temps de guerre ; de même, le format est plus réduit pour une telle valeur, étant donné la pénurie de papier.
Au recto : la représentation allégorique exprime ici la Fertilité. Au premier plan, la statue de Déméter complétée par un chérubin, sans doute inspirée de celle découverte au sanctuaire de Cnide et conservée au British Museum. Le fond de l'image se compose d'un paysage provençal avec un troupeau de chèvres conduit par un berger vu de dos. La vignette est encadrée par deux colonnes ioniques soutenant une architrave sur laquelle on peut lire « Banque de France » et le montant du billet.
Au verso : la représentation allégorique exprime ici le Commerce équitable et la Sagesse. Au premier plan, un bronze de Mercure au repos tenant le caducée – sans doute inspiré de celui conservé au Musée archéologique de Naples –, et entouré par deux groupes de statues. Celui de droite montre Cerbère aux pieds d'Hercule offrant à Minerve les pommes d'or du jardin des Hespérides. Celui de gauche montre Dejanire se substituant à Atlas pour soutenir le Monde. Ces deux statuaires soutiennent une frise représentant les principaux travaux d'Hercule. Au fond, un panorama du port de Rouen avec des paquebots et la cathédrale.
Le filigrane montre l'effigie de l'Hermès de Praxitèle.
Les dimensions sont de 190 mm x 115 mm.

## Une iconographie cryptée?
Il est difficile de déterminer si ce billet exprime oui ou non un message d'espoir, voire de résistance : conçu et émis en 1942, qui est l'année la plus noire du temps de l'Occupation, la Zone libre disparaissant, et le débarquement des Alliés dans le Sud de l'Italie n'étant pas encore intervenu. 
Le choix de ces statuaires et des motifs par l'Institut monétaire tient-il du rébus où rien ne semble cependant avoir été choisi par hasard ? On voit que les deux visages des statues sont comme aveuglés, l'air triste nuancé par une touche d'espoir, l'enfant rieur ; au verso, des bateaux fumant venant de l'Ouest (Rouen) dont un, à quai, avec une cheminée étoilée (sur fond rouge, près des pieds du bambin) ; au recto, la Provence et la Naples archéologique...
Conçu en mai-juin 1940, le billet de 50 francs Jacques Cœur est sur ce plan là également très intéressant.

## Un vol et un retrait
Le 9 février 1944, un convoi de la Banque de France est attaqué en sortant de l'imprimerie de Chamalières par des F.T.P. : 12,760 milliards de francs disparaissent, composés de 200 sacs de billets de 1 000 francs Déméter neufs appartenant aux séries 7-755 à 7-828 : celles-ci sont par la suite déclarées sans valeur. Une partie de cette somme servit à financer le maquis, une autre fut restituée à la direction du Trésor à compter de septembre 1944.
Cette coupure est retirée à partir de mai 1944 sous la pression des autorités allemandes d’occupation exigeant d’invalider un stock d’un milliard de francs en coupures neuves ainsi dérobées par la Résistance quelques mois auparavant. Cependant, les billets aux porteurs, au moment de la Libération, considérés comme de bonne foi, seront remboursés au moment de l'opération d'échange en avril 1945.